# Diprosopus

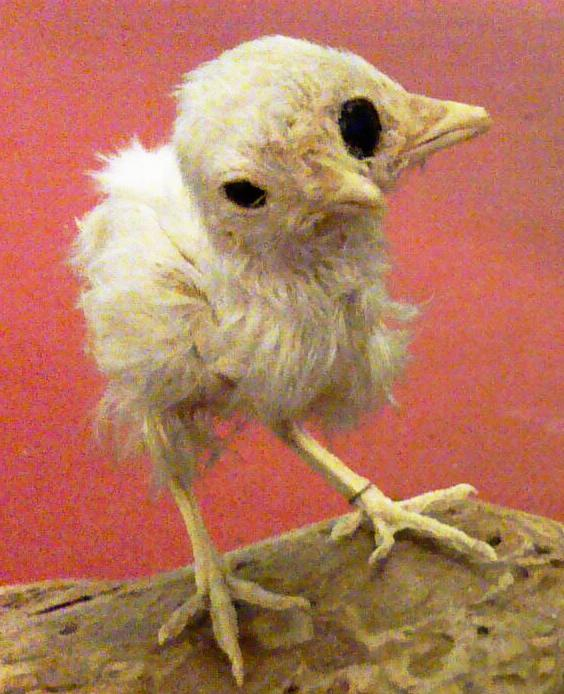
Küken mit zwei Schnäbeln und drei Augen

Diprosopus (von griechisch διπρόσωπος diprósōpos, „zweigesichtig (mit zwei Gesichtern)“), auch als kraniofaziale Vervielfältigung oder Doppelgesicht bekannt, ist eine extrem seltene angeborene Störung, bei der ein Teil oder das ganze Gesicht auf dem Kopf dupliziert wird.

## Entstehung
Obwohl Diprosopus klassischerweise als siamesische Zwillingsbildung angesehen wird, tritt diese Anomalie normalerweise nicht aufgrund von Fusion oder unvollständiger Trennung von zwei Embryonen auf, sondern ist Ergebnis des Proteins Hedgehog. Dieses Protein und sein entsprechendes Gen spielen eine wichtige Rolle bei der Bildung der Gesichtszüge während der embryonalen Entwicklung. Unter anderem regelt es die Breite der Gesichtszüge. Im Übermaß führt es zur Verbreiterung der Gesichtszüge und zur Duplizierung von Gesichtsstrukturen. Je größer die Verbreiterung ist, desto mehr Strukturen werden dupliziert, oftmals in spiegelbildlicher Form. Im Labor wurde dieser Effekt dadurch nachgewiesen, dass Hühner, bei denen in den Embryo Sonic-Hedgehog-Pellets eingebracht worden waren, später mit doppeltem Schnabel geboren wurden. Unzureichende Mengen dieses Proteins hingegen führen zu gegenteiligen Ergebnissen wie Zyklopie, wo Gesichtsstrukturen nicht ausreichend ausgebildet werden.
Auch die gesunde Entwicklung des Gehirnes ist abhängig von der Signalfunktion des Sonic-Hedgehog-Proteins. Während der embryonalen Entwicklung leitet das Protein die embryonalen Stammzellen in bestimmte Bereiche, die später spezialisierte neuronale Gewebe bilden, und kontrolliert damit die Größe und Form der Gehirnstrukturen.

## Vorkommen

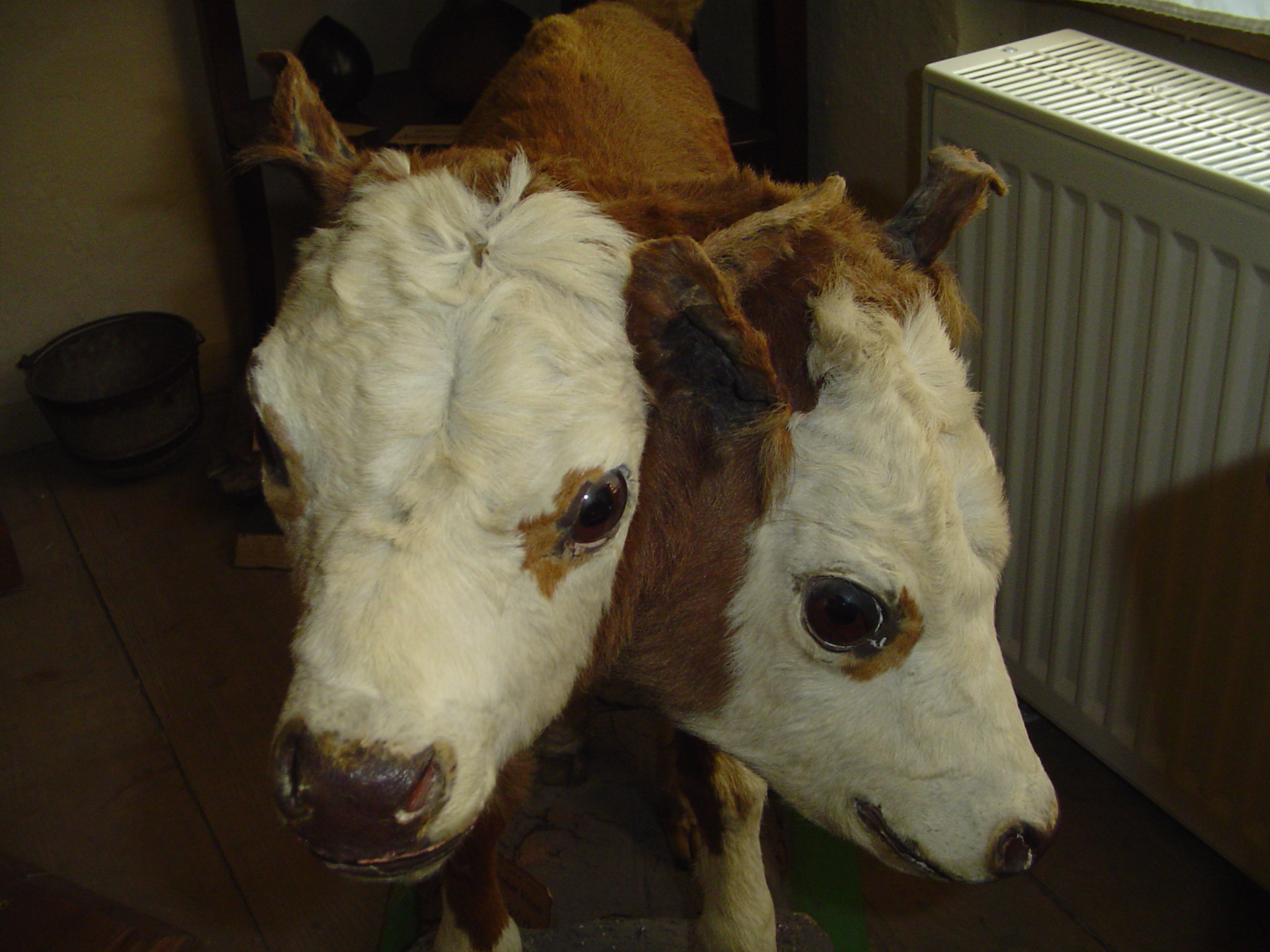
Zweiköpfiges Kalb

Diprosopus tritt häufig in Kombination mit anderen Fehlbildungen auf, insbesondere mit Anenzephalie, Neuralrohrdefekt und Herzfehlbildungen. Wenn vorhanden, kann das Gehirn Anomalien aufweisen, die von teilweiser oder vollständiger Duplizierung bis zur Unterentwicklung von Hirngewebe reichen.
Es haben nur wenige Tiere mit zwei Gesichtern über eine längere Zeit überlebt, aufgrund der mit der Störung verbundenen Abnormitäten der inneren Organe und des Gehirns. Eines der bekanntesten war das Schwein Ditto. Ditto überlebte bis ins Erwachsenenalter, aber starb dann an einer durch Einatmen von Futter verursachten Lungenentzündung infolge gleichzeitigen Fressens und Atmens durch die beiden vorhandenen Mundöffnungen.

### Katzen
Katzen mit dieser Fehlbildung werden nach dem römischen Gott Janus, der zwei Gesichter hat, Januskatzen genannt. Im Juli 2006 erregte ein sechs Jahre alter Kater namens „Frank and Louie“ aus Millbury Aufmerksamkeit. In seinem Fall war nur eine Speiseröhre und eine Luftröhre funktional, was das Überleben vereinfachte. Als Frank and Louie im September 2011 zwölf Jahre alt wurde, wurde bekannt gegeben, dass er im Guinness-Buch der Rekorde des Jahres 2012 erscheinen würde, als die bislang am längsten überlebende Januskatze. Laut The Telegram of Worcester verstarb diese Katze am 4. Dezember 2014 im Alter von 15 Jahren.
Im Juni 2013 wurde erneut über eine Januskatze berichtet. Das Kätzchen „Deucy“ wurde in Oregon von Kindern entdeckt. Da die Mutterkatze ihren Nachwuchs nicht annahm, wurde versucht, Deucy von Hand aufzuziehen. Laut einem Tierarzt, der das Kätzchen untersucht hatte, war es bis auf diese Fehlbildung völlig gesund und habe somit gute Überlebenschancen, dennoch verstarb es 2 Tage später.

### Menschen
Die meisten menschlichen Säuglinge mit dieser Fehlbildung werden tot geboren. Bekannte Fälle von Menschen, die damit länger als einige Minuten bis Stunden überlebt haben, sind sehr selten, und nur wenige werden erfasst. In den Jahren 2002 und 2003 wurden in der medizinischen Literatur zwei lebende männliche Säuglinge in separaten Fallberichten beschrieben. Einer der Säuglinge wurde mit einer verdoppelten Nase und doppelten Frontallappen, zwei weit auseinanderliegenden Augen, einer kleinen, unterentwickelten Augenhöhle in der Mitte und einem großen, asymmetrischen Mund geboren. Der andere Säugling hatte einen doppelten Ober- und Unterkiefer, zwei in derselben Wurzel endende Zungen, eine Lippen-Kiefer-Gaumenspalte, eine leicht geteilte Nasenspitze, zwei weit auseinanderliegende Augen, keinen Hirnbalken, eine verdoppelte Hypophyse und Anomalien im Mittelhirn. Weil sie dennoch nur eine partielle Ausprägung der Fehlbildungen aufwiesen, wurden beide Kinder als Kandidaten für eine operative Korrektur ihrer abnormen Gesichtszüge betrachtet.

#### Lali Singh
Am 10. März 2008 wurde im Dorf Sanai Sampūra bei Delhi das Mädchen Lali Singh geboren, das heute als der bekannteste Mensch mit vollständigem Diprosopus gilt. Die Geburt in einem Krankenhaus war aufgrund ihres großen Kopfes verzögert und erforderte einen Dammschnitt. Sie war einer der wenigen Diprosopus-Säuglinge, die nach der Geburt gut überlebten, und die einzige bekannte lebende Person mit einer vollständigen Verdopplung des Gesichts. Sie besaß zwei Augenpaare, zwei Nasen und zwei Münder, aber nur ein Paar Ohren. In ihrem Dorf wurde sie als eine Reinkarnation der Göttin Durga angesehen, die drei Augen besitzt, oder auch als eine Inkarnation des hinduistischen Gottes Ganesha.
Im April 2008 wiesen die Eltern Sushma und Vinod Singh ein Angebot von lokalen Ärzten ab, ihre Tochter durch Computer- oder Magnetresonanztomographie zu scannen. Ohne diese Bilder war es nicht möglich, den vollen Umfang der Störung und den Zustand des Säuglings, des Gehirns und anderer lebenswichtiger Strukturen in Kopf und Nacken zu erfassen. Damit konnte jede Einschätzung ihrer Lebensfähigkeit nur spekulativ sein, obwohl ihre Familie sie als normal funktionierend beschrieb. Genauso ist es auch unbekannt, ob Neurochirurgen oder kraniofaziale Chirurgen machbare Lösungen in Bezug auf korrigierende Eingriffe hätten anbieten können. Ein lokaler Arzt sagte Reportern, dass das Baby als gesundes Kind betrachtet werden sollte, das ein normales Leben führte, was bis dahin unter von dieser Störung Betroffenen einzigartig war.
Lalis beide mittleren Augen hatten eine Hornhauttrübung aufgrund der abnormen Anatomie der Gesichtsmuskeln, die es ihr unmöglich machte, die Augen vollständig zu schließen. Anfangs war dafür fälschlicherweise das Blitzlichtgewitter verantwortlich gemacht worden.
Die Gaumenspalte verursachte Probleme, den Säugling unter den Dorfbedingungen ausreichend zu füttern. Eine schlechte Ernährung durch Zuckerlösung und verdünnte Milch, die mit der Flasche direkt in den Hals getropft wurde, weil sie nicht richtig schlucken konnte, schwächte ihren Zustand und verursachte Erbrechen und Infektionen. Eine Einweisung ins Krankenhaus wurde aber von Diskussionen zwischen ihrer Großfamilie und dem Dorfvorsteher verzögert. Schließlich brachten die Eltern sie aufgrund ihrer Krankheit und Dehydratation gegen den Willen der anderen Verwandten ins Krankenhaus, wo sich ihr Zustand unter ärztlicher Behandlung mit Antibiotika und einem Tropf mit Kochsalzlösung zu verbessern begann. Das Erbrechen hörte auf, sie trank wieder Milch und hatte normalen Stuhlgang. Doch sechs Stunden später, als sie auf den Tag genau zwei Monate alt war, starb sie an einem Herzinfarkt. Sie wurde in ihrem Dorf begraben, wie es im Hinduismus bei Kindern, die sehr jung sterben, üblich ist. Später wurde zu ihrem Gedenken ein Hindutempel in ihrem Dorf errichtet.